# 오세영 (소설가)
오세영(1954년~, 충청남도 홍성)은 대한민국의 소설가이다. 경희대학교 사학과를 졸업했다.

## 작품
- 《베니스의 개성상인》[1]
- 《만파식적》
- 《타임 레이더스》
- 《화랑서유기》
- 《콜럼버스와 신대륙 발견》
- 《원행》
- 《소설 자산어보》

## 참조
1. ↑  한국문예위원회-베니스의 개성상인